# Afrikanischer Manati
Der Afrikanische Manati (Trichechus senegalensis) ist eine Seekuhart aus der Familie der Rundschwanzseekühe (Trichechidae).
Er lebt als einziger Vertreter seiner Gattung in Küsten- und Binnengewässern Afrikas und ist die am wenigsten erforschte Art ihrer Familie.

## Beschreibung
Afrikanische Manatis weisen den üblichen Körperbau der Seekühe auf: der Rumpf ist rund und stämmig, die Vordergliedmaßen sind zu Flossen umgebildet, die Fluke (Schwanzflosse) ist rund und die hinteren Gliedmaßen fehlen. Der kleine Kopf ist durch die eckige, massive Schnauze charakterisiert, die mit zahlreichen Tasthaaren versehen ist. Die Oberlippe ist gespalten, jede Hälfte kann unabhängig von der anderen bewegt werden. Die Augen sind klein, ebenso die Ohröffnungen und eine äußere Ohrmuschel ist nicht vorhanden. Afrikanische Manatis sind äußerlich den Karibik-Manatis sehr ähnlich und unterscheiden sich nur in Details des Schädelbaus.
Die dicke Haut ist graubraun gefärbt und mit farblosen, borstenartigen Haaren versehen. Erwachsene Tiere erreichen eine Länge von drei bis vier Metern, ihr Gewicht beträgt maximal 500 Kilogramm.

## Verbreitung und Lebensraum

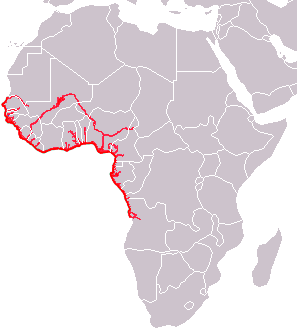
Verbreitungsgebiet des Afrikanischen Manati

Afrikanische Manatis leben vorwiegend in Mündungsgebieten von Flüssen, in Mangrovengebieten und Sümpfen als auch in Flüssen. Sie dringen bis weit ins Landesinnere vor, entlang des Nigers leben sie sogar in Mali, 2000 Kilometer von der Küste entfernt. Entlang der afrikanischen Atlantikküste erstreckt sich ihr Verbreitungsgebiet von Senegal bis Angola. Zu den Flüssen, in denen diese Tiere vorkommen, zählen unter anderem der Senegal, der Gambia, der Volta, der Niger, der Benue, der Unterlauf des Kongo und die Zubringer des Tschadsees. Ihr Verbreitungsgebiet ist aber limitiert auf Gewässer mit über 18 °C Temperatur. Inwieweit sie Meere bewohnen, ist umstritten. Berichten zufolge meiden sie salzhaltige Gewässer.

## Lebensweise
Über die Lebensweise der Afrikanischen Manatis ist nicht viel bekannt, vermutlich stimmt sie in weiten Teilen mit der des Karibik-Manatis überein. Wie alle Seekühe halten sich diese Tiere permanent im Wasser auf und können nicht mehr an Land kommen. Sie leben entweder einzelgängerisch oder in kleinen Gruppen von vier bis sechs Tieren, ihr Sozialverhalten ist wenig ausgeprägt.
Afrikanische Manatis sind Allesfresser, ernähren sich aber hauptsächlich von im Wasser wachsenden oder hineinhängenden Pflanzen. Aufgrund des geringen Nährwerts dieser Pflanzen müssen sie viel Nahrung zu sich nehmen – Schätzungen belaufen sich auf mehr als 20 Kilogramm pro Tag. Etwa 10 % ihrer Nahrung besteht aus Mollusken und kleinen Fischen.
Über die Fortpflanzung ist wenig bekannt, vermutlich pflanzen sich die Tiere das ganze Jahr über fort. Nach einer rund 12- bis 13-monatigen Tragzeit dürfte das Weibchen ein einzelnes Jungtier zur Welt bringen. Dieses kommt mit dem Schwanz voran auf die Welt und kann innerhalb kurzer Zeit schwimmen.

## Bedrohung
Im Gegensatz zu den anderen Arten wurden Afrikanische Manatis nie durch organisierte Jagdzüge verfolgt. Trotzdem stuft die IUCN diese Art als gefährdet ein. Lokal werden sie wegen ihres Fleisches und der mit Borsten besetzten Haut gejagt. In manchen afrikanischen Ländern töten Fischer Manatis, weil sie die Tiere beschuldigen, Fische aus den Netzen zu rauben. Zumindest von anderen Manatiarten gibt es vereinzelte Berichte, wonach dieses Verhalten tatsächlich auftreten könnte.
Relativ häufig soll der Afrikanische Manati noch in Gabun, Kamerun, Ghana und der Elfenbeinküste sein. Dagegen ist er zum Beispiel in Senegal, Gambia, Liberia und Sierra Leone nahezu ausgerottet.